# 中島彩香
中島 彩香（なかじま さやか、1991年10月24日 - ）は、広島県広島市出身のスポーツトレーナー。
広島リゾート&スポーツ専門学校を、第1期生として卒業。
卒業後は広島市内の整形外科に勤務しながら、様々なスポーツのトレーナーを務め経験を積む。
その経験を生かし、現在はスペランツァ大阪のトレーナーを務める。

## 所属チーム
- 2015年-2017年　広島メイプルレッズ
- 2017年- コノミヤ・スペランツァ大阪高槻（現・スペランツァ大阪）

## 資格
- 広島県認定トレーナー
- 健康運動実践指導者
- JATI　JATI-ATI
- 日本サッカー協会公認B級ライセンス
- フィジカルフィットネスC級コーチ

## メディア出演
- Smiles!（MBS 毎日放送、2015年1月24日）